# Liceida
Liceida (o Liceales) è un ordine della classe Myxogastria ascritto alla sottoclasse Endosporee secondo Adolf Engler vi vanno incluse le Cribrariali e le Enteridiali.
Le Liceali sono caratterizzate dal fatto di produrre sporangi privi di columella, avvolti da un peridio cartaceo e contenenti, oltre alle spore, anche ife sterili, formanti un capillizio.

## Sistematica
Le Liceali includono cinque famiglie e diversi generi monotipici, dei quali uno dei  più noti è Lycogala:
- Cribrariaceae
- Dictydiaethaliaceae
- Liceaceae
- Listerellaceae
- Tubiferaceae